# Sorte sabbat
|  | For begrebet "Sort Sabbat", se Heksesabbat |
Sorte sabbat (hebraisk: "השבת השחורה") er populærbetegnelsen for en britisk politi- og militæroperation, Operation Agatha, der fandt sted på sabbatten, lørdag den 29. juni 1946) i Det britiske mandatområde i Palæstina. Operationen var rettet mod det jødiske samfundt og omfattede ransagninger og arrestationer i Jerusalem, Tel Aviv, Haifa og flere andre byer og bosættelser. Antallet af britiske sikkerhedsstyrker involveret i operationen anslås af forskellige kilder til at være mellem 10.000 og 25.000. Arrestationerne blev foretaget som gengældelse for de  to gruppers angreb på den britiske infrastruktur, broer, jernbaner, radar-stationer og politistationer. Under operatione blev ca. 2.700 personer arresteret, herunder den kommende israelske premierminister Moshe Sharett. Mange blev interneret i en lejr ved Rafiah. 
Det officielle formål med operationen at "bringe en ende på anarkiet" i det britiske mandatområde. Andre formål var at fremskaffe dokumentation for, at organisationen Jewish Agency havde godkendt sabotage begået af organisation Palmach, og at der bestod en alliance mellem Haganah og de mere ekstremiske grupperinger Stern-gruppen og Irgun. Herudover var ønsket af afvikle Haganahs militære styrke, styrke de britiske troppers moral i området og at hindre et eventuelt kup begået af Lehi og Irgun.
To dage efter arrestationerne mødtes Haganahh-ledere, der stadig var på fri fod, hvor de besluttede at fortsætte kampen mod briterne. På mødet blev tre gengældelsesaktioner aftalt, blandt andet blev Irgun-gruppen pålagt at sprænge King David Hotel i luften. Hotellet var hovedsæde for mandatregeringen og den britiske overkommando.
King David Hotel blev sprængt i luften efter forudgående advarsler den 22. juli 1946. 91 personer blev dræbt, 28 briter, 41 arabere, 17 jøder og fem personer af anden nationalitet.